# Disturbios de Detroit de 1967
Los disturbios de Detroit en 1967, también conocidos como los disturbios de la calle 12 o la rebelión de Detroit de 1967, fueron los disturbios raciales más sangrientos del «largo y cálido verano de 1967». Compuesto principalmente por enfrentamientos entre la población negra y la policía, comenzó en la madrugada del domingo 23 de julio de 1967 en Detroit, Míchigan. El evento precipitante fue una redada policial en un bar sin licencia después de pasada la hora límite, conocido entonces como un speakeasy, en el Near West Side de la ciudad. Este suceso estalló en uno de los disturbios más mortíferos y destructivos de la historia de Estados Unidos, que duró cinco días y superó la violencia y la destrucción de la propiedad del motín racial de 1943.
Para ayudar a poner fin al disturbio, el gobernador George W. Romney ordenó la entrada de la Guardia Nacional del Ejército de Míchigan en Detroit, y el presidente Lyndon B. Johnson envió a la 82.ª y 101.ª División Aerotransportada. El conflicto resultó en 43 muertos, 1 189 heridos, más de 7 200 arrestos y más de 2 000 edificios destruidos. La intensidad de los disturbios fue superada en los Estados Unidos solo por los disturbios de reclutamiento de la ciudad de Nueva York en 1863 durante la Guerra de Secesión, y los disturbios en Los Ángeles en 1992. Los enfrentamientos fueron reportados de forma destacada en los medios de comunicación, con cobertura de televisión en vivo, prolongados informes en los periódicos y extensos reportajes en las revistas Time y Life. El personal del Detroit Free Press ganó el Premio Pulitzer de 1968 por la cobertura dada.

## Cronología
Los crímenes denunciados a la policía incluyeron saqueos, incendios intencionales y disparos, y tuvieron lugar en muchas áreas diferentes de Detroit: en el lado oeste de Woodward Avenue, que se extiende desde el barrio de la calle 12 hasta Grand River Avenue y tan al sur como Michigan Avenue y Trumbull, cerca del Tiger Stadium. Al este de la avenida Woodward, el área alrededor de East Grand Boulevard, que va de este a oeste y luego de norte a sur a Belle Isle, también estuvo involucrada. Sin embargo, toda la ciudad se vio afectada entre el domingo 23 de julio y el jueves 27 de julio.
Cavanagh afirmó que la situación era «crítica» pero aún no estaba «fuera de control». El domingo 23 de julio de 1967 a las 7:45 p. m., promulgó un toque de queda de 9:00 p. m. a 5:30 p. m. en la ciudad, prohibió la venta de alcohol y armas de fuego y la actividad comercial se disminuyó informalmente como reconocimiento de los graves disturbios civiles en la ciudad. Varias comunidades colindantes también promulgaron toques de queda. Hubo una significativa participación de blancos en los disturbios y saqueos, lo que generó dudas sobre si el evento encaja en la categoría de disturbios raciales clásicos.

### Domingo, 23 de julio
En las primeras horas del domingo (3:45 a. m.), el 23 de julio de 1967, oficiales de policía de Detroit allanaron el club de bebidas sin licencia en la oficina de la United Community League for Civic Action, arriba de la Economy Printing Company, en la calle 12 al 9125. Esperaron a algunos juerguistas adentro, pero en su lugar encontraron un grupo de 82 personas que celebraban el regreso de dos soldados locales de la guerra de Vietnam. La policía decidió arrestar a todos los presentes. Mientras arreglaban el transporte, una multitud considerable de espectadores se reunieron en la calle. Habían sido testigos de la incursión. Más tarde, en una memoria, William Walter Scott III, un portero cuyo padre manejaba el speakeasy asaltado, asumió la responsabilidad de iniciar el motín incitando a la multitud y arrojando una botella a un oficial de policía.
Después de que la policía se fuera, la multitud comenzó a saquear una tienda de ropa adyacente. Poco después, comenzó el saqueo a gran escala en todo el vecindario. La policía estatal, los sheriffs del Condado de Wayne y la Guardia Nacional de Míchigan fueron alertados, pero como era domingo, el Comisionado de Policía Ray Girardin tardó horas en reunir suficiente personal. Mientras tanto, los testigos describieron haber visto una «atmósfera de carnaval» en la calle 12. La policía -inadecuada en número y creyendo erróneamente que los disturbios expirarían pronto- se quedó allí y observó. La policía no realizó su primer arresto hasta las 7 a. m. Al este, en Chene Street, los informes indicaban que la multitud era de composición mixta. El pastor de la Iglesia Episcopal Grace informó que vio gente a lo largo de la calle 12 con «alegría al arrojar objetos y sacar cosas de los edificios.» La policía realizó varias redadas a lo largo de la calle 12, lo que resultó ineficaz debido a la gran cantidad de personas afuera. El primer gran incendio se inició a media tarde en una tienda de comestibles en la esquina de la calle 12 y Atkinson. La multitud impidió que los bomberos lo extinguieran, y pronto más humo llenó el horizonte.
Los medios de comunicación locales inicialmente evitaron informar sobre los disturbios a fin de no difundir los hechos y que otros los copien, pero los disturbios comenzaron a expandirse a otras partes de la ciudad, incluido el saqueo de tiendas minoristas y de comestibles en otros lugares. Para el domingo por la tarde, las noticias se habían extendido y las personas que asistían a eventos como el Fox Theatre Motown y el juego de béisbol de los Detroit Tigers fueron advertidos para evitar ciertas áreas de la ciudad. Martha Reeves de Motown estaba en el escenario de Fox, cantando "Jimmy Mack", y se le solicitó que pidiera a la gente que se fuera en silencio, ya que había problemas afuera. Después del juego, el jardinero izquierdo de los Tigers, Willie Horton, un residente de Detroit que creció cerca de la calle 12, manejó hasta la zona de los disturbios y se paró en un automóvil en medio de la multitud mientras todavía vestía su uniforme de béisbol. A pesar de las apasionadas súplicas de Horton, no pudo calmar a la multitud.

### Lunes, 24 de julio
La policía del Estado de Míchigan y el departamento del sheriff del condado de Wayne fueron llamados a Detroit para ayudar a la abrumada fuerza policial de Detroit. A medida que la violencia se extendió, la policía comenzó a realizar numerosos arrestos para sacar a los manifestantes de las calles y alojar a los detenidos en cárceles improvisadas. A partir del lunes, las personas fueron detenidas sin ser llevadas al Tribunal de Registradores para la lectura de cargos. Algunos dieron nombres falsos, lo que dificultó el proceso de identificar a los arrestados debido a la necesidad de tomar y controlar las huellas dactilares. Se pidió a la policía de Windsor que ayudara a verificar las huellas dactilares.
La policía comenzó a tomar fotografías de los saqueadores arrestados, el oficial que los arrestó y los bienes robados, para acelerar el proceso y posponer el papeleo. Más del ochenta por ciento de los arrestados eran negros. Alrededor del doce por ciento eran mujeres. Los guardias nacionales de Míchigan no estaban autorizados a arrestar a personas, por lo que los policías estatales y policías realizaron todos los arrestos sin discriminar entre civiles y sospechosos/criminales.
El gobernador de Míchigan George Romney y el presidente Lyndon B. Johnson inicialmente no estuvieron de acuerdo sobre la legalidad de enviar tropas federales. Johnson dijo que no podía enviar tropas federales sin que Romney declarara un «estado de insurrección» para cumplir con la Ley de Insurrección.
Como detalla el historiador Sidney Fine en Violence in the Model City, los problemas políticos partidistas complicaron las decisiones, como es común en una crisis. Se esperaba que George Romney se postulara para la nominación presidencial republicana en 1968, y el presidente Johnson, un demócrata, no quería comprometer tropas únicamente bajo la dirección de Romney. A esto se sumó el choque político y personal del alcalde Jerome Cavanagh con Romney. Cavanagh, un joven demócrata católico irlandés que había cultivado relaciones armoniosas con líderes negros, tanto dentro como fuera de la ciudad, inicialmente se mostró reacio a pedir ayuda a Romney, un republicano.

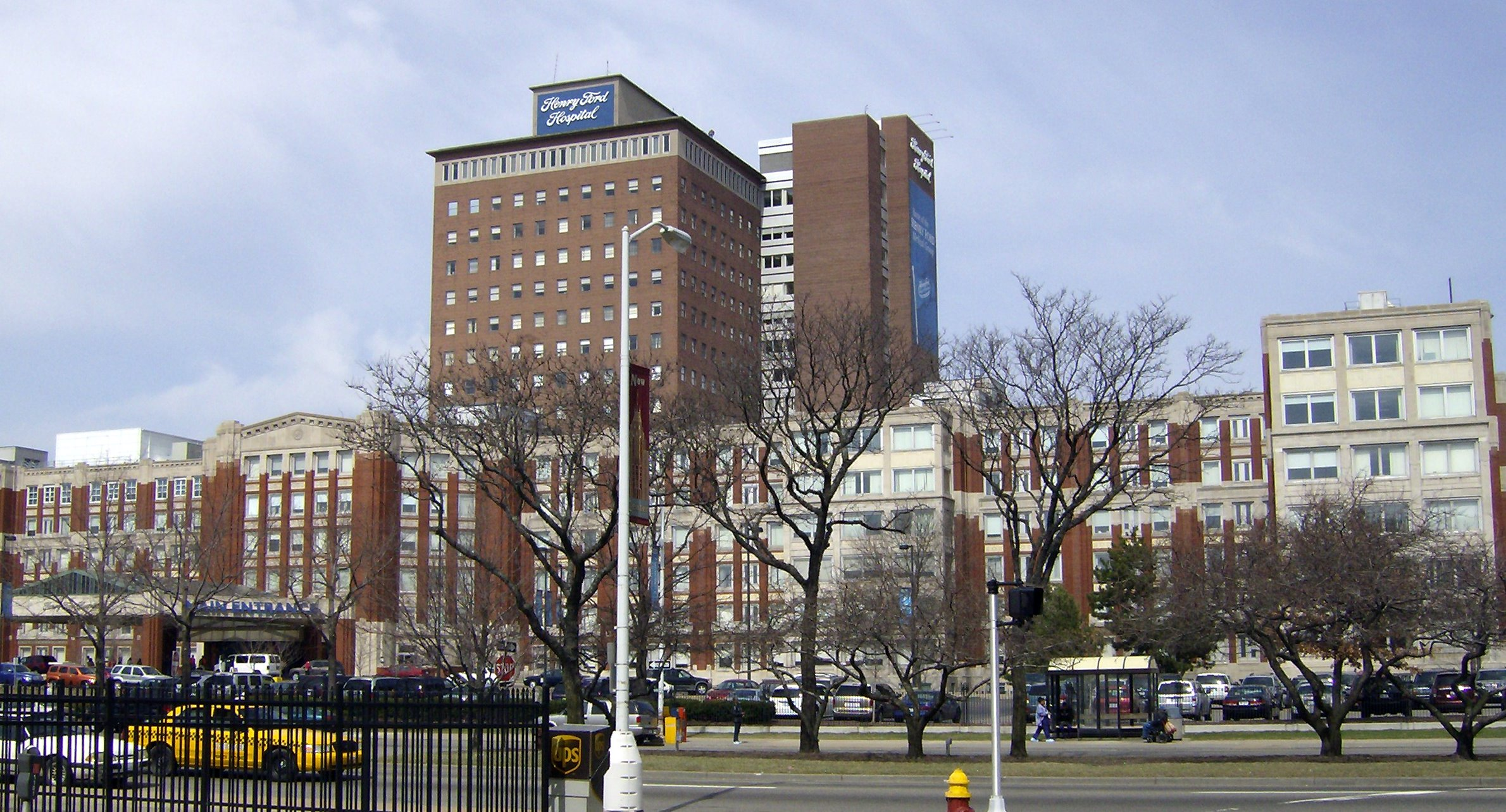
El 24 de julio, cuarenta soldados de la Guardia Nacional fueron inmovilizados por francotiradores en el Hospital Henry Ford. El hospital permaneció abierto en todo momento y trató muchas lesiones durante los disturbios.

La violencia aumentó durante todo el lunes, dando como resultado unos 483 incendios, 231 incidentes reportados por hora y 1 800 arrestos. El saqueo y el incendio intencional fueron generalizados. Las empresas que eran propiedad de negros tampoco fueron perdonadas. Una de las primeras tiendas saqueadas en Detroit fue la farmacia de Hardy, propiedad de negros y conocida por surtir recetas a crédito. La principal tienda de ropa de mujer negra de Detroit fue quemada, al igual que uno de los restaurantes negros más queridos de la ciudad. A raíz de los disturbios, un comerciante negro dijo: «te iban a saquear sin importar de que color eras.»" Los alborotadores dispararon contra los bomberos del Departamento de Bomberos de Detroit que intentaban luchar contra los incendios. Durante los disturbios, 2 498 fusiles y 38 pistolas fueron robados de las tiendas locales. Era obvio que las fuerzas de Detroit, del Condado y de Míchigan no pudieron restaurar el orden.
El lunes, el representante de los EE. UU. John Conyers (D-Míchigan), que estaba en contra del despliegue de tropas federales, intentó aliviar las tensiones conduciendo a lo largo de la calle 12 con un altavoz pidiendo a las personas que regresasen a sus hogares. Según se informa, Conyers se subió al capó del automóvil y gritó a través de un megáfono: «¡Estamos con ustedes! ¡Pero, por favor, ésta no es la manera de hacer las cosas! ¡Vuelvan a sus hogares!» Pero la multitud se negó a escuchar. El auto de Conyers fue rechazado con piedrazos y botellazos.

### Martes, 25 de julio

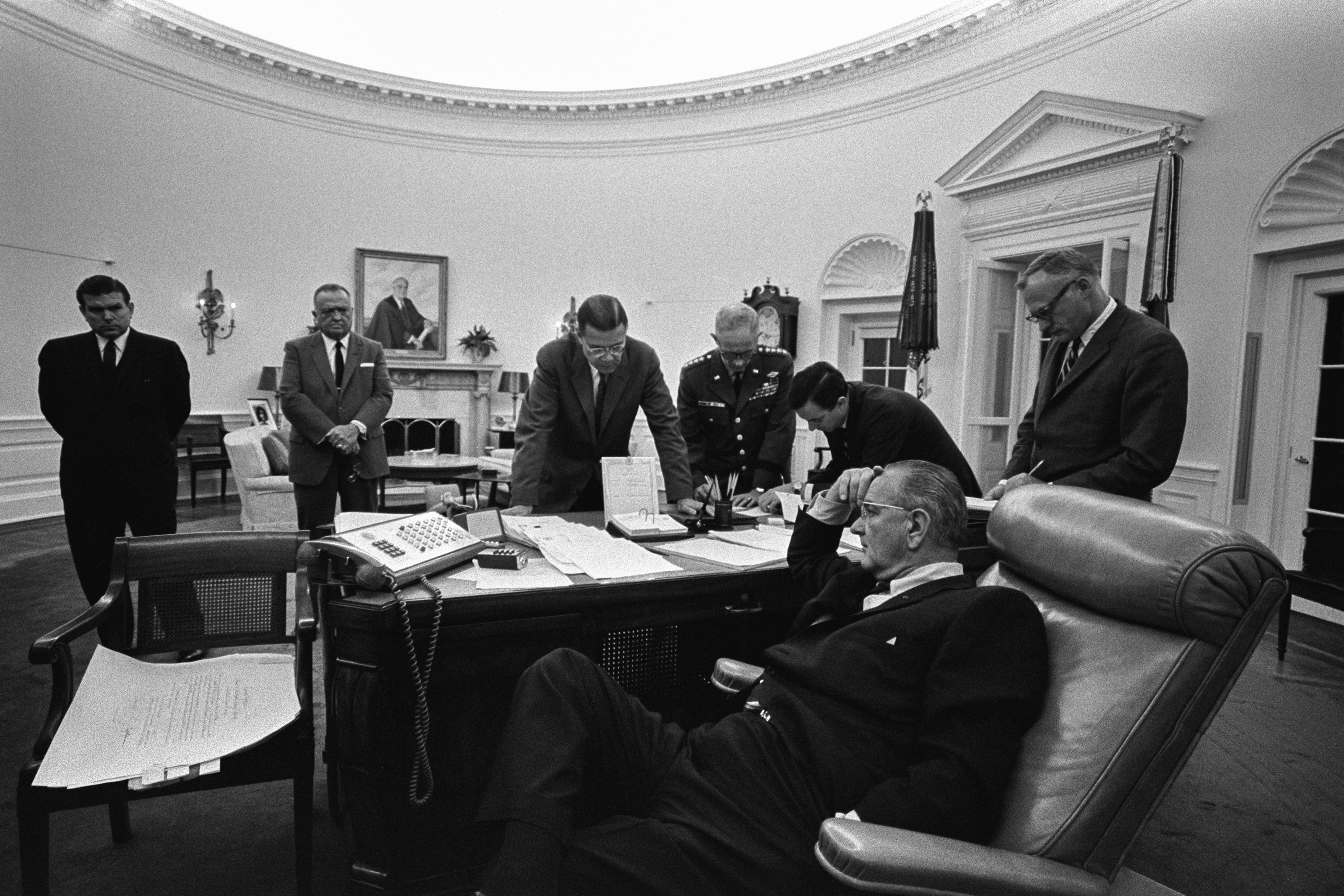
24 de julio de 1967. El presidente Lyndon B. Johnson (sentado, en primer plano) confiere con (de derecha a izquierda): el asesor W. Marvin Watson, el director del FBI J. Edgar Hoover, el secretario Robert McNamara, el general Harold Keith Johnson, el asistente Joe Califano, y el Secretario del Ejército Stanley Rogers Resor, sobre como responder a los disturbios.

Poco antes de la medianoche del lunes 24 de julio, el presidente Johnson autorizó el uso de tropas federales en cumplimiento de la Ley de Insurrección de 1807, que autoriza al presidente a llamar a las fuerzas armadas para luchar contra una insurrección en cualquier estado contra el gobierno. Esto le dio a Detroit la distinción de ser la única ciudad estadounidense nacional que ha sido ocupada por tropas federales en tres ocasiones. La 82.ª División Aerotransportada y la 101.ª División Aerotransportada del Ejército de los Estados Unidos habían sido posicionadas anteriormente en la cercana base de la Fuerza Aérea de Selfridge en el suburbano condado de Macomb. A partir de la 1:30 del martes 25 de julio, se desplegaron unos 8 000 miembros de la Guardia Nacional del Ejército de Míchigan para sofocar el desorden. Más tarde, su número se aumentaría con 4 700 paracaidistas de la 82.ª y la 101.ª divisiones aerotransportadas y de 360 agentes de la Policía Estatal de Míchigan.
El caos continuó, y la policía estaba sobrecargada de trabajo y cansada. Se descubrió que la policía de Detroit cometió muchos abusos contra negros y blancos que estaban bajo su custodia.
Aunque solo 26 de los más de 7 000 arrestos involucraron a francotiradores, y ninguna persona acusada de disparar fue procesada con éxito, el temor a los francotiradores precipitó muchas investigaciones policiales. La «búsqueda de armas» causó que muchas casas y vehículos fuesen inspeccionados. Las violaciones al toque de queda también fueron chispas comunes a la brutalidad policial. El décimo precinto de la policía de Detroit abusó sistemáticamente de los prisioneros; como demostraron más tarde las fotos policiales, muchas lesiones ocurrieron después de ser arrestados. Las mujeres fueron desnudadas y abusadas mientras los oficiales tomaban fotos. Unos propietarios blancos de Nueva York que visitaban su edificio fueron arrestados después de una llamada de un francotirador y golpeados tan horriblemente que «sus testículos todavía estaban negros y azules dos semanas después del incidente.»

### 26 y 27 de julio
Algunos analistas creían que la violencia se intensificó con el despliegue de tropas, aunque controlaron los disturbios en 48 horas. Casi toda la Guardia Nacional de Míchigan era exclusivamente blanca, inexperta militarmente, y no tenía antecedentes urbanos, mientras que las tropas del Ejército estaban integradas racialmente y habían tenido servicio en Vietnam. Como resultado, las tropas del Ejército se sintieron cómodas y pudieron comunicarse fácilmente en la ciudad, mientras que los Guardias Nacionales no fueron tan efectivos. Los miembros de la Guardia Nacional se involucraron en lo que dijeron eran tiroteos con los locales, lo que resultó en la muerte de un guardia. De las doce personas que las tropas dispararon y mataron, solo una recibió un disparo de un soldado federal. Las tropas del ejército recibieron la orden de no cargar sus armas, excepto bajo la orden directa de un oficial. El informe de Cyrus Vance luego criticó las acciones de los Guardias Nacionales, que mataron a tiros a once civiles.
Se usaron tanques y ametralladoras en un esfuerzo por mantener la paz. Los vídeos y fotos que fueron vistos internacionalmente mostraron una ciudad en llamas, con tanques y tropas de combate en tiroteos en las calles.
La Comisión de Derechos Civiles de Míchigan (CRC, por sus siglas en inglés) intervino en los disturbios para tratar de proteger los derechos de los arrestados. La llegada del CRC «no fue bien recibida» por la policía, reclamando que los observadores estaban interfiriendo con el trabajo policial. La Asociación de Oficiales de Policía de Detroit le protestó a Romney: «Nos molesta que la Comisión de Derechos Civiles mire por encima de nosotros, esperando que un oficial doblegue un pie.» En un recinto, unos oficiales blancos «maltrataron amargamente» a un observador negro del CRC, diciendo que «todas las personas de su clase deberían ser asesinadas.»
Para el jueves 27 de julio ya había regresado suficiente orden a la ciudad, ya que para entonces los oficiales retiraron las municiones de los guardias nacionales estacionados en el área antidisturbios y les ordenaron que guardaran sus bayonetas. La retirada de las tropas comenzó el viernes 28 de julio, el día del último gran incendio en los disturbios. Las tropas del ejército fueron retiradas por completo para el sábado 29 de julio.
Los disturbios de Detroit fueron un catalizador de la violencia en otros lugares a medida que los disturbios se extendieron desde la ciudad a los suburbios contiguos y a otras áreas de Míchigan. Se informaron disturbios mínimos en Highland Park y River Rouge, se requirió una mayor presencia policial después de un intento de saqueo a una tienda de E. J. Korvette en Southgate y una violencia mínima fue informada en Hamtramck. El estado desplegó guardias nacionales o policías estatales en otras ciudades de Míchigan cuando estallaron disturbios simultáneos en Pontiac, Flint, Saginaw y Grand Rapids, así como en las ciudades Toledo y Lima del estado de Ohio; la ciudad de Nueva York y Rochester de Nueva York; Cambridge de Maryland; Englewood de Nueva Jersey; Houston de Texas; y Tucson de Arizona. Se informaron alteraciones en más de dos docenas de ciudades.

## Consecuencias
Durante el período de cinco días, el daño y la pérdida humana se calcularon de la siguiente manera:

### Muertes
Un total de 43 personas murieron: 33 eran negras y 10 eran blancas. 24 de las víctimas negras fueron baleadas por agentes de policía y guardias nacionales; 6 fueron asesinados por dueños de tiendas o guardias de seguridad; una murió al pisar una línea eléctrica derribada; y dos fallecieron por asfixia en el incendio de un edificio. Se descubrió que los guardias nacionales y la policía de Detroit se habían involucrado en "disparos incontrolados e innecesarios" que pusieron en peligro a civiles y aumentaron el caos policial. Muchas veces, la policía estaba convencida de la presencia de un francotirador cuando la policía y los guardias eran los que estaban realizando el tiroteo.
Un joven negro, Albert Robinson, fue asesinado por un guardia nacional que respondía con la policía de Detroit en un edificio de apartamentos en el lado oeste de la ciudad. Los guardias llevaron a Robinson, que estaba desarmado, fuera del edificio, luego lo apuñalaron con una bayoneta y le dispararon. Mientras Robinson gritaba por ayuda, según los informes, un guardia dijo: «¿Te sientes bien? ¿Has muerto ya?.» Julius Lust, un hombre blanco desarmado, recibió un disparo de la policía de Detroit dentro de un patio de autopartes. Lust, guardia de seguridad privado, afirmó que estaba cuidando el patio para su empleador. Ernest Roquemore, un adolescente negro desarmado que fue el último en morir en los disturbios civiles, fue asesinado por la policía el 29 de julio cuando fue atrapado en el fuego cruzado dirigido contra otra persona. La policía disparó a otras tres personas durante el mismo tiroteo, y a una de las víctimas tuvo que amputarle la pierna.
Entre los blancos que murieron se encontraban un policía de Detroit, dos bomberos de Detroit y un Guardia Nacional del Ejército de Míchigan. Al oficial de policía le disparó otro oficial mientras luchaba contra un grupo de saqueadores; un bombero murió después de pisar una línea eléctrica derribada mientras trataba de extinguir un incendio iniciado por los saqueadores; el segundo bombero recibió disparos mientras organizaba unidades de bomberos en las calles Mack y St. Jean; y el guardia fue alcanzado por disparos en fuego cruzado entre la Guardia Nacional y los saqueadores. De los civiles blancos asesinados, una recibió un disparo cuando ella y su esposo huyeron de un grupo de hombres negros que golpeaban a un hombre blanco; uno fue asesinado por guardias nacionales; uno fue tiroteado por un francotirador civil mientras estaba en la habitación de su hotel; y uno fue asesinado a golpes por un hombre negro después de enfrentar a los saqueadores que ingresaron a su tienda.

#### Muerte de Tanya Blanding
La muerte de Tanya Blanding simboliza el terrible costo que un disturbio inflinge sobre sus víctimas. La niña de cuatro años estaba acurrucada en su sala de estar de un apartamento del segundo piso, a pocos pasos de la intersección de la calle 12 con Euclid, en el corazón del área de disturbios original (precinto 10).
El fuego de francotiradores esporádicos había sido reportado en el área inmediata más temprano en esa noche y en la noche anterior. Los guardias reportaron que una de sus unidades se encontraba bajo fuego en la intersección y creían haberlo identificado como proveniente del departamento en el que vivían Tanya y su familia.
Cuando se estaba colocando un tanque protector directamente frente al edificio, se dijo que uno de los ocupantes del apartamento de los Blanding encendía un cigarrillo. Al confundir eso con un disparo, los guardias abrieron fuego contra el apartamento con rifles y con la ametralladora del calibre 50 del tanque. A la 1:20 a. m., Tanya Blanding estaba muerta.
El sargento Mortimer J. LeBlanc, de 41 años, admitió haber disparado contra las ventanas del apartamento donde Tanya fue encontrada, después de que otro miembro de la Guardia le dijo que el fuego de los francotiradores provenía de allí. La madre de Tanya, June, presentó una demanda por $100 000 por daños y perjuicios, con el argumento de que el sargento LeBlanc disparó negligentemente contra el apartamento. Él fue exonerado.

### Lesiones
1 189 personas resultaron heridas: 407 civiles, 289 sospechosos, 214 policías de Detroit, 134 bomberos de Detroit, 55 guardias de la Guardia Nacional de Míchigan, 67 policías del estado de Míchigan, 15 ayudantes del sheriff del condado de Wayne y 8 soldados federales.

### Arrestos
7 231 personas fueron arrestadas: 6 528 adultos y 703 menores; el más joven tenía 4 años y el mayor tenía 82 años. La mitad de los arrestados no tenían antecedentes penales: 251 blancos y 678 negros. De los arrestados, el 64% fueron acusados de saqueo y el 14% fueron acusados de violaciones al toque de queda.

### Daño económico
2 509 tiendas fueron saqueadas o incendiadas, 388 familias quedaron sin hogar o desplazadas y 412 edificios estaban quemados o dañados lo suficiente como para ser demolidos. Las pérdidas en dólares por daños a la propiedad variaron entre los $40 millones y los $45 millones.

#### Joe's Record Shop
Joe's Record Shop, ubicado en la calle 12 al 8434, propiedad de Joe Von Battle, fue uno de los negocios destruidos durante los disturbios. El negocio fue fundado en 1945, en Hastings Street al 3530, donde Battle vendió discos y grabó música con artistas como John Lee Hooker, The Reverend C.L. Franklin y Aretha Franklin. Trabajó desde la tienda de Hastings hasta 1960, cuando la calle fue arrasada para construir la autopista Chrysler. Battle, junto con otros empresarios en Hastings St., se mudó a la calle 12, donde operaba su tienda hasta los eventos del 23 de julio de 1967. Durante los disturbios del 67, Battle montaba guardia frente a su tienda con su arma y su señal de "Soul Brother". Después del primer día de disturbios, las autoridades policiales ya no permitieron que los dueños de negocios protegieran sus tiendas. Días más tarde, Battle regresó a su tienda de discos con su hija Marsha Battle Philpot y se encontraron con «restos mojados y fétidos de lo que había sido una de las tiendas de discos más seminales de Detroit.» Joe's Record Shop y gran parte de las existencias internas -incluidas cintas y grabaciones de artistas- se arruinaron. Finalmente, la tienda de Battle no pudo volver a abrir debido a los daños causados por los disturbios de 1967.

## Condiciones sociales

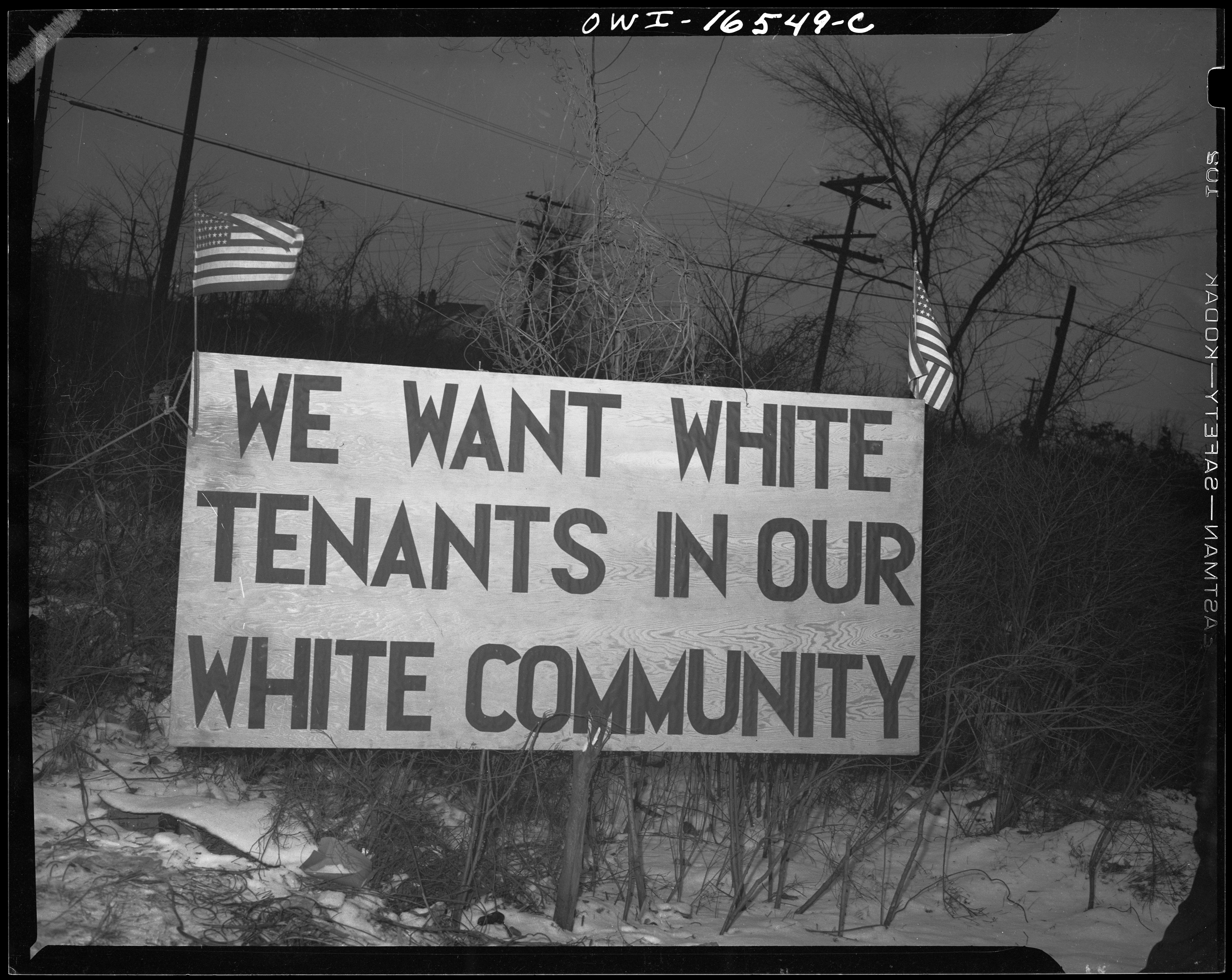
Los propietarios suburbanos en Detroit instalaron este letrero en 1942. El legado de la segregación de viviendas continuó mucho después, y la mayoría de los blancos se resistieron a las medidas de vivienda justa en los años previos a los disturbios.

Muchos estadounidenses consideraron a Detroit como un líder en relaciones raciales durante la década de 1960. La elección del alcalde Jerome Cavanagh en 1961 trajo la reforma al departamento de policía, dirigido por el nuevo comisionado de policía de Detroit, George Edwards. El trabajo organizado, dirigido por el presidente de la UAW, Walter Reuther, planificó una gran remodelación para los barrios marginales del centro de la ciudad. The New York Times editorializó que Detroit tenía «más opciones que cualquier otra ciudad importante en el norte.»
A principios del siglo XX, cuando los negros se mudaron a Detroit en la Gran Migración Negra, la ciudad tenía una población en rápido aumento y no había suficientes viviendas. Los negros encontraron una fuerte discriminación respecto a la vivienda y el empleo: compitieron por un trabajo a menor escala con inmigrantes rurales blancos del sur, así como con inmigrantes del sur y este de Europa. Algunos de los patrones de segregación racial y étnica (basados en parte en las diferentes religiones de los estadounidenses y los europeos) persistieron después de que la discriminación social se había aliviado a mediados del siglo XX. Los grupos de blancos impusieron la segregación en las viviendas hasta la década de 1960: al enterarse de que un nuevo comprador era negro, los blancos se congregarían haciendo un piquete fuera de su casa, a menudo rompiendo ventanas, cometiendo incendios premeditados y atacando a sus nuevos vecinos. En 1956, el alcalde Orville Hubbard de Dearborn, parte del Metro Detroit, se jactó ante el Montgomery Advertiser de que «los negros no pueden entrar aquí... Estas personas son tan anticolores, mucho más que ustedes en Alabama.»
En la década de 1960, muchos negros habían avanzado, logrando mejores trabajos sindicales y profesionales. La ciudad tenía una clase media negra grande y próspera; salarios más altos de lo normal para los trabajadores negros no calificados debido al éxito de la industria automotriz; dos congresistas negros (la mitad de los congresistas negros en ese momento); tres jueces negros; dos miembros negros en la Junta de Educación de Detroit; una comisión de vivienda que era un cuarenta por ciento negra; y doce negros representando a Detroit en la legislatura de Míchigan. Nicholas Hood, el único miembro negro del Consejo Comunal de Detroit de nueve miembros, elogió a la administración Cavanagh por su disposición a escuchar las preocupaciones del centro de la ciudad. Semanas antes de los disturbios, el alcalde Cavanagh había dicho que los residentes «no tenían que tirar un ladrillo para comunicarse con el Ayuntamiento.»
Detroit había adquirido millones en fondos federales a través de los programas Gran Sociedad del president Johnson e invertido casi exclusivamente en el centro de la ciudad, donde se concentraban la pobreza y los problemas sociales. The Washington Post afirmó que las escuelas del centro de la ciudad de Detroit estaban siendo sometidas a «las reformas educativas líderes y más enérgicas del país.» Las condiciones de vivienda no se consideraban peores que las de otras ciudades del norte. En 1965, el American Institute of Architects otorgó a Detroit un premio por la renovación urbana. La ciudad tenía barrios negros respetables como Conant Gardens. A principios del siglo XX, las oleadas de nuevos inmigrantes y migrantes generalmente se habían establecido en áreas fundadas en una base étnica. Como Paul Wrobel escribe en Our Way: Family, Parish, and Neighborhood in a Polish-American Community, las comunidades étnicas de Detroit como Poletown, Chaldeantown, Corktown, Mexicantown y Greektown son ubicuas. En mayo de 1967, la administración federal calificó las viviendas para negros en Detroit por encima de las de Filadelfia, Nueva York, Chicago y Cleveland. Sin embargo, todavía había signos de descontento negro. En 1964, Rosa Parks, que se había mudado a Detroit a fines de la década de los cincuenta, le dijo a un entrevistador que «aquí no siento mucha diferencia [respecto a Alabama]... La segregación de viviendas es igual de mala, y parece más notable en las ciudades más grandes.»
La Oficina de Asistencia para el Cumplimiento de la Ley del Departamento de Justicia designó a Detroit como el «modelo de relaciones entre la policía y la comunidad.» Fortune, Newsweek, The Christian Science Monitor, Look, Harper's Magazine, U.S. News & World Report, y The Wall Street Journal publicaron artículos positivos sobre la ciudad; el alcalde Cavanagh fue tan apreciado a nivel nacional que fue elegido para dirigir la Conferencia de Alcaldes y la Liga Nacional de Ciudades. Había sido reelecto en 1965 con el 69% de los votos. Aunque Cavanagh alejó a muchos cuando corrió un intento fallido de obtener la nominación demócrata al Senado de los Estados Unidos en 1966, la ciudad se sintió orgullosa de frenar a tiempo una posible situación de disturbios en la calle Kercheval en 1966. Los oficiales creían que la policía era capaz de manejar situaciones de disturbios potenciales.
Según Violence in the Model City, de Sidney Fine, de la Universidad de Míchigan, muchos residentes afroamericanos estaban descontentos con las condiciones sociales en Detroit antes del 23 de julio de 1967, y creían que el progreso era demasiado lento. Después de los disturbios, la Comisión Kerner informó en su encuesta de negros en Detroit encontró que ninguno estaba "contento" con las condiciones en la ciudad antes del evento. Las áreas de discriminación identificadas por Fine fueron: policía, vivienda, empleo, segregación espacial dentro de la ciudad, maltrato por parte de comerciantes, escasez de instalaciones recreativas, mala calidad de la educación pública, acceso a servicios médicos y «la forma en que operaba la guerra contra la pobreza" en Detroit.»

### Policía
El Departamento de Policía de Detroit fue administrado directamente por el alcalde. Antes de los disturbios, los designados del alcalde Cavanagh, George Edwards y Ray Girardin, trabajaron por una reforma. Edwards intentó reclutar y promover a los negros, pero se negó a establecer un comité de revisión de la policía civil, como habían pedido los afroamericanos. Al tratar de disciplinar a los agentes de policía acusados de brutalidad, volvió a las bases del departamento de policía en su contra. Muchos blancos percibieron sus políticas como «demasiado suaves con el crimen». La División de Relaciones Comunitarias de la Comisión de Derechos Civiles de Míchigan llevó a cabo un estudio en 1965 sobre la policía, publicado en 1968. Afirmaba que el sistema policial tenía la principal culpa del racismo. El sistema policial fue acusado de reclutar «fanáticos» y reforzar la intolerancia a través del «sistema de valores» del departamento. Una encuesta realizada por la Comisión Kerner del presidente Johnson descubrió que, antes de los disturbios, el 45% de la policía que trabajaba en barrios negros eran «extremadamente antinegros» y un 34% adicional tenía «prejuicios».
En 1967, el 93% de la fuerza seguía siendo blanca, aunque el 30% de los residentes de la ciudad eran negros. Los incidentes de brutalidad policial hicieron que los negros sintieran el riesgo. Les molestaban que muchos policías los menospreciaban a ellos, dirigiéndose a los hombres como «niños» y a las mujeres como «cariño» y «bebé». La policía realizó búsquedas en la calle de grupos de hombres jóvenes, y mujeres solteras se quejaron de que se las llamaba prostitutas simplemente por caminar en la calle. La policía con frecuencia arrestó a personas que no tenían una identificación adecuada. La prensa local informó de varios tiroteos y palizas cuestionables de los negros en los años anteriores a 1967. Después de los disturbios, una encuesta del Detroit Free Press mostró que los residentes informaron que la brutalidad policial fue el problema número uno al que se enfrentaron en el período previo a los disturbios.
Los negros se quejaron de que la policía no respondió a sus llamadas tan rápido como a los ciudadanos blancos. Creían que la policía se beneficiaba del vicio y otros delitos en los barrios negros, y las acusaciones de prensa sobre corrupción y conexiones con el crimen organizado debilitaban su confianza en la policía. Según Sidney Fine, «la mayor queja sobre el vicio en el gueto era la prostitución.» El liderazgo de la comunidad negra pensó que la policía no hizo lo suficiente para evitar que los clientes blancos exploten a las mujeres locales. En las semanas previas a los disturbios, la policía había comenzado a trabajar para frenar la prostitución a lo largo de la calle 12. El 1 de julio, una prostituta fue asesinada, y corrió el rumor de que la policía la había disparado. La policía dijo que fue asesinada por proxenetas locales. La policía de Detroit dispuso de Big 4 o Tac Squads, cada uno compuesto por cuatro oficiales de policía, para patrullar los vecindarios de Detroit, y tales escuadrones se utilizaron para combatir la solicitación.
Los residentes negros sintieron que los allanamientos policiales de los clubes nocturnos de tragos eran acciones racialmente sesgadas. Desde la década de 1920, estos clubes se habían convertido en partes importantes de la vida social de Detroit para los negros; aunque comenzaron con la Prohibición, continuaron debido a la discriminación contra los negros en servicio en muchos bares, restaurantes y lugares de entretenimiento de Detroit.

### Empleo
En el período de la posguerra, la ciudad había perdido casi 150 000 empleos en los suburbios. Los factores fueron una combinación de cambios en la tecnología, una mayor automatización, la consolidación de la industria automotriz, políticas impositivas, la necesidad de diferentes tipos de espacio de fabricación y la construcción del sistema de carreteras que facilitó el transporte. Las principales compañías como Packard, Hudson y Studebaker, así como cientos de pequeñas empresas, cerraron. En la década de 1950, la tasa de desempleo rondaba el 10%. Entre 1946 y 1956, GM gastó $3,4 billones en nuevas plantas, Ford $2,5 billones y Chrysler $700 millones, abriendo un total de 25 plantas automotrices, todas en los suburbios de Detroit. Como resultado, los trabajadores que podían hacerlo, salieron de Detroit en busca de trabajo en los suburbios. Otros residentes de la clase media salieron de la ciudad en busca de nuevas viviendas, en un patrón que se repitió a nivel nacional. En la década de 1960, la ciudad perdió alrededor de 10 000 residentes por año en los suburbios. La población de Detroit disminuyó en 179 000 entre 1950 y 1960, y en otros 156 000 residentes en 1970, lo que afectó a todos sus negocios minoristas y servicios de la ciudad.
En el momento de los disturbios, el desempleo entre los hombres negros era más del doble que entre los hombres blancos en Detroit. En la década de 1950, el 15,9% de los negros estaban desempleados, pero solo el 6% de los blancos estaban desempleados. Esto se debió en parte al sistema de antigüedad sindical de las fábricas. A excepción de Ford, que contrató a un número significativo de negros para sus fábricas, los otros fabricantes de automóviles no contrataron negros hasta que la Segunda Guerra Mundial resultó en una escasez de mano de obra. Con menor antigüedad, los negros fueron los primeros en ser despedidos en recortes de empleo después de la guerra. Además, los negros fueron «guetizados» en los «trabajos más arduos, peligrosos e insalubres.» Cuando la industria automotriz volvió a crecer a principios de la década de 1960, solo Chrysler y la División Cadillac de General Motors ensamblaron vehículos en la ciudad de Detroit. Los negros que contrataron obtuvieron «los trabajos peores y más peligrosos: la fundición y el taller de carrocería.» Una clase próspera de negros educados se había desarrollado en profesiones tradicionales como el trabajo social, el ministerio, la medicina y la enfermería. Muchos otros negros que trabajan fuera de la fabricación fueron relegados a los servicios como meseros, porteros o conserjes. Muchas mujeres negras se limitaban a trabajar en el servicio doméstico. Se sabe que ciertos sectores empresariales estaban en contra la contratación de negros, incluso en puestos de nivel inicial. Se necesitó de piquetes por Arthur Johnson y el capítulo de Detroit de la NAACP antes de que First Federal Bank contratara a sus primeros contadores y empleados negros.

### Vivienda y vecindarios

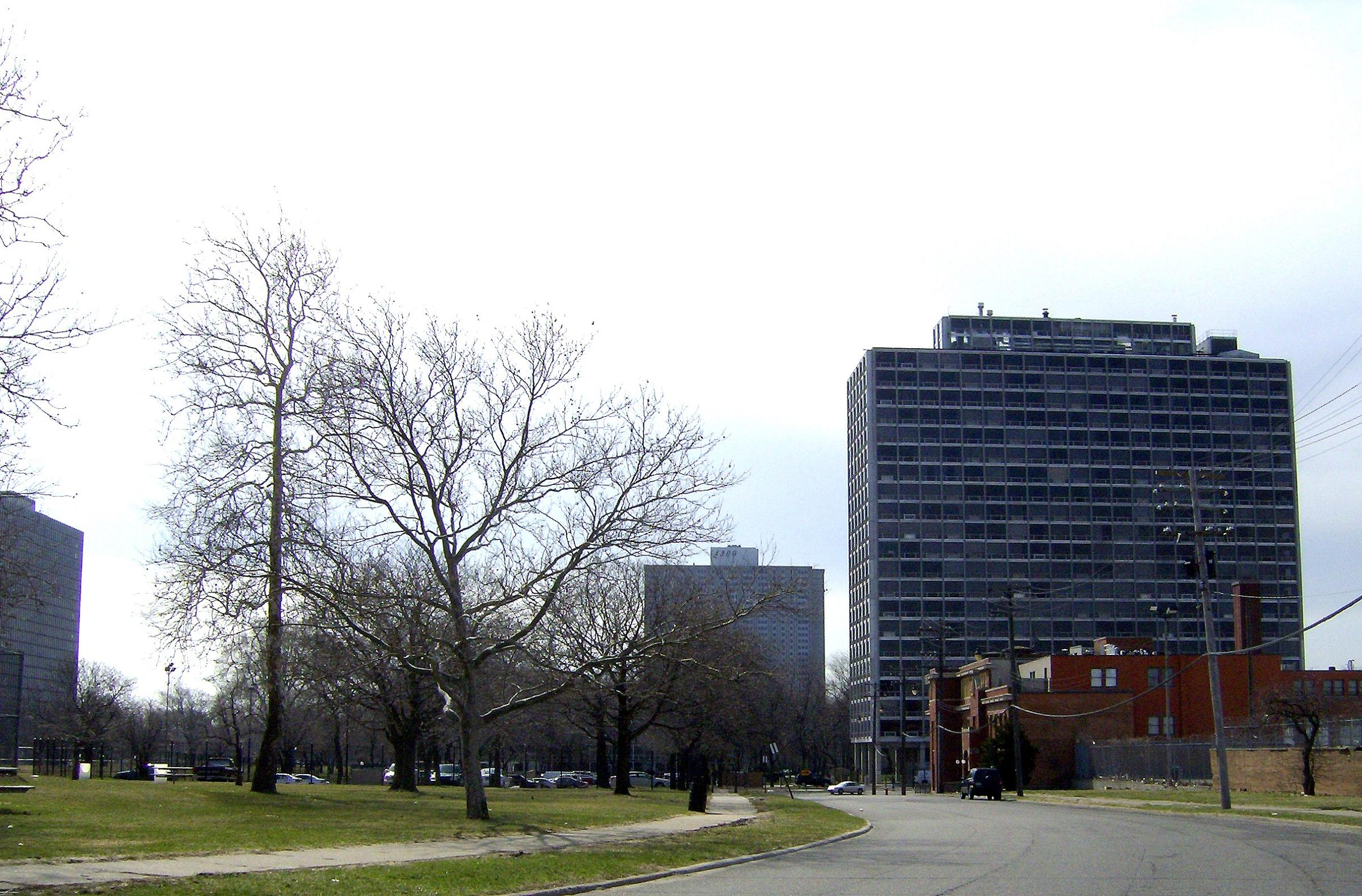
Black Bottom, el centro de la comunidad negra, fue reemplazado por el Lafayette Park. Su pérdida provocó tensiones raciales debido a la trastorno de las redes comunitarias y la pérdida de viviendas.

Detroit tenía altas tasas de propiedad de la vivienda, pero la vivienda asequible era un problema. Varios proyectos de renovación urbana después de la Segunda Guerra Mundial, destinados a mejorar la vivienda, cambiaron radicalmente los límites del vecindario y la composición étnica. Detroit emprendió una serie de proyectos de renovación urbana que afectaron especialmente a los negros, que ocuparon algunas de las viviendas más antiguas. Black Bottom y Paradise Valley estaban en el lado este de Detroit, al sur de Gratiot. Por discriminación, incluyendo restricciones de escrituras legales, o por elección, desde 1910 hasta la década de 1950, estos fueron los primeros lugares donde muchos negros nuevos en Detroit se establecieron, ya que no tenían el dinero para viviendas nuevas. La ciudad comenzó a planificar el masivo proyecto de reurbanización de Gratiot ya en 1946. Se planeó con el tiempo cubrir un sitio de 52 hectáreas en el lado este inferior que incluía la calle Hastings, el epicentro de Paradise Valley.
Detroit fue considerado un líder mundial en renovación urbana. Los objetivos de la ciudad eran: «detener el éxodo de negocios desde el centro de la ciudad, convertir las propiedades de los tugurios a mejores viviendas y ampliar la base impositiva de la ciudad.»
Reforzada por la sucesiva legislación federal, incluidas las versiones de 1941, 1949, 1950, 1954 de la Ley de la Vivienda y sus enmiendas hasta la década de 1960, la ciudad adquirió fondos para desarrollar el complejo del Centro Médico de Detroit, Lafayette Park, Distrito Central de Negocios Proyecto Uno y la Chrysler Freeway, al apropiarse de la tierra y «limpiar barrios marginales». Se incluyó dinero para reemplazar las viviendas de los afectados por este desarrollo en la legislación, pero el objetivo de la renovación urbana era remodelar físicamente la ciudad; sus efectos sociales en los barrios no se entendieron bien. A medida que los vecindarios más antiguos fueron demolidos, negros y personas de todos los colores del skid row de Detroit se mudaron a áreas al norte de Black Bottom a lo largo de Grand Boulevard, pero especialmente al lado oeste de Woodward, a lo largo de Grand Boulevard y finalmente del vecindario de la calle 12. Como escribió Ze'ev Chafets en Devil's Night y Other True Tales of Detroit (1990), en la década de 1950 el área alrededor de la calle 12 cambió rápidamente de una comunidad de judíos étnicos a una comunidad predominantemente negra, un ejemplo de white flight. Los residentes judíos se habían mudado a los suburbios en busca de viviendas más nuevas, pero a menudo conservaban intereses comerciales o de propiedad en su antigua comunidad. Por lo tanto, muchos de los negros que se mudaron a la zona de la calle 12 alquilaron viviendas de sus propietarios ausentes y compraron en negocios administrados por residentes suburbanos. Las tasas de delincuencia aumentaron en el área de la calle 12.
En 1967, el vecindario alrededor de la calle 12 tenía una densidad de población que duplicaba el promedio de la ciudad. Después de los disturbios, los entrevistados en una encuesta de Detroit Free Press enumeraron las viviendas precarias como el segundo tema más importante que condujo a los disturbios, detrás de la brutalidad policial.

### Educación

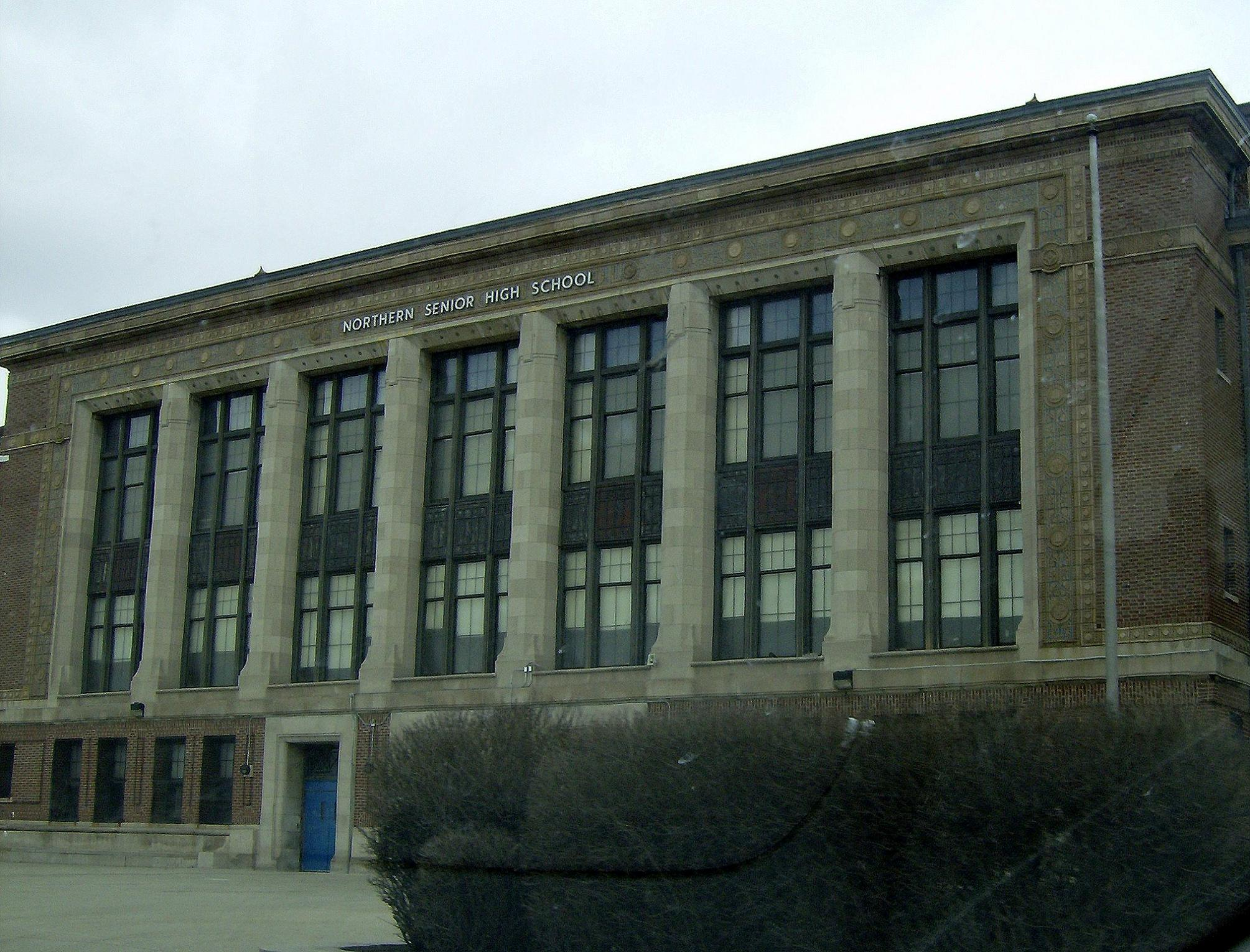
La Northern High School en Woodward Avenue tenía un 98% de estudiantes negros en 1966, y fue el escenario de una huelga de estudiantes.

Las Escuelas Públicas de Detroit sufrieron de falta de fondos y la discriminación racial antes de los disturbios. La falta de fondos era una función de una base impositiva decreciente a medida que la población se reducía mientras el número de estudiantes aumentaba. De 1962 a 1966, la inscripción aumentó de 283,811 a 294,653, pero la pérdida de la base impositiva hizo que hubiera menos fondos disponibles. Al mismo tiempo, las familias de clase media abandonaban el distrito y el número de estudiantes de bajo puntaje y económicamente desfavorecidos, en su mayoría afroamericanos, iba en aumento. En 1966-67, el financiamiento por alumno en Detroit fue de $193 en comparación con los $225 por alumno en los suburbios. Agravar esta inequidad fueron los desafíos en la educación de estudiantes desfavorecidos. La Junta de Educación de Detroit estimó que costaba el doble educar adecuadamente a un «niño del gueto para educar a un niño del suburbano.» De acuerdo con la ley de Michigan en 1967, el tamaño de las clases no podía exceder los treinta y cinco estudiantes, pero en las escuelas del centro de la ciudad lo hacían, a veces aumentando a cuarenta estudiantes por maestro. Para tener la misma proporción maestro/alumno que el resto del estado, Detroit debería contratar 1650 maestros más para el año escolar 1966-67.
En 1959, la Junta Escolar de Detroit aprobó un reglamento que prohíbe la discriminación en todas las operaciones y actividades escolares. De 1962 a 1966, las organizaciones negras continuaron trabajando para mejorar la calidad de la educación de los estudiantes negros. Los problemas incluían el tamaño de la clase, los límites de la escuela y cómo los profesores blancos trataban a los estudiantes negros. El Comité Asesor de Ciudadanos sobre Igualdad de Oportunidades Educativas informó un patrón de discriminación en la asignación de maestros y directores en las escuelas de Detroit. También encontró «discriminación grave» en el empleo y en oportunidades de capacitación en programas de aprendizaje. No estaba satisfecho con la tasa de desegregación en los límites de asistencia. La junta escolar aceptó las recomendaciones hechas por el comité, pero enfrentó una creciente presión de la comunidad. El NAACP exigió la contratación de acción afirmativa del personal de la escuela y el aumento de la segregación a través de una política de «escuelas abiertas». Presagiando la ruptura entre los grupos negros de derechos civiles y los nacionalistas negros después de los disturbios, un grupo comunitario dirigido por el reverendo Albert Cleage, del Grupo de Liderazgo Avanzado (GOAL), enfatizó los cambios en los libros de texto y el currículo de la clase en oposición a la integración. Cleage quería que los maestros afroamericanos enseñaran a los estudiantes negros en los estudios negros, a diferencia de los salones integrados, donde todos los estudiantes tenían los mismos estándares académicos.
En abril y mayo de 1966, una protesta estudiantil en Detroit Northern High School fue noticia en toda la ciudad. Northern tenía una proporción de 98% de estudiantes negros, y tenía puntajes de pruebas académicas deficientes. Un artículo de un periódico estudiantil, censurado por la administración, afirmaba que los maestros y el director «enseñaban mal» a los negros y utilizaban la promoción social para graduar a los niños sin educarlos. Los estudiantes salieron y establecieron una "Escuela de la Libertad" temporal en una iglesia del vecindario, que fue atendida por muchos profesores voluntarios de la Universidad Estatal Wayne. Para mayo, se planearon huelgas de simpatía en Eastern, y el reverendo Albert Cleage se había hecho cargo de la causa. Cuando la junta escolar votó para eliminar al director y al subdirector, así como al oficial de policía asignado al norte, los blancos consideraron las acciones de la junta como capitulación ante las «amenazas» y se indignaron porque «los estudiantes administraban la escuela.» Los residentes de la ciudad votaron en contra de un aumento de impuestos escolares.
Bajo la administración de Cavanagh, la junta escolar creó una División de Relaciones Comunitarias al nivel del superintendente adjunto. Arthur L. Johns, exdirector de Detroit en la NAACP, fue contratado en 1966 para promover la participación de la comunidad en las escuelas y mejorar las «relaciones intergrupales y la acción afirmativa.» Las escuelas dominadas por negros en la ciudad continuaron estando superpobladas y carentes de fondos.

### Tiendas y servicios minoristas
Las encuestas de clientes publicadas por Detroit Free Press indicaron que los negros estaban desproporcionadamente descontentos con la forma en que los dueños de las tiendas los trataban en comparación con los blancos. En las tiendas que brindan servicio a vecindarios negros, los propietarios se involucraron en «prácticas de crédito agudas y poco éticas» y fueron «descorteses, si no abusivas, con sus clientes». La NAACP, el Consejo Sindical de Liderazgo (TULC) y el Congreso de Igualdad Racial (CORE) abordaron este tema con la administración de Cavanagh antes de los disturbios. En 1968, la arquidiócesis de Detroit publicó una de las encuestas de compradores más grandes en la historia de los Estados Unidos. Descubrió que el comprador del centro de la ciudad pagaba un 20% más por alimentos y comestibles que el suburbano. Algunas de las diferencias se debieron a las economías de escala en las tiendas suburbanas más grandes, así como a la facilidad en el transporte y la entrega de productos.
Poco después de los disturbios de Detroit, el alcalde Jerome Cavanagh arremetió contra los «especuladores» de los comerciantes y le pidió al consejo de la ciudad que aprobara una ordenanza contra la desgravación.

## Consecuencias

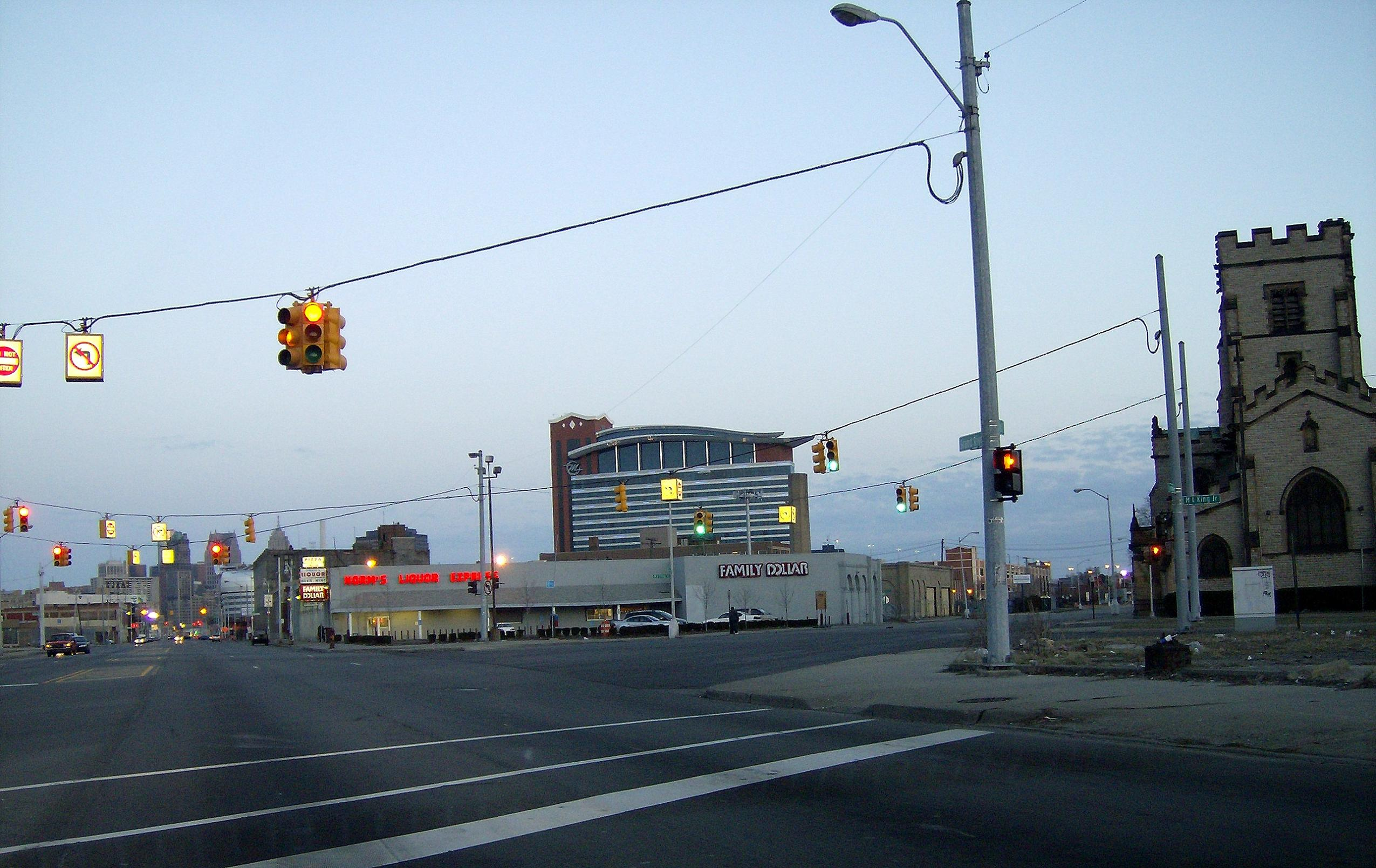
Grand River Avenue fue el perímetro occidental de saqueo e incendio premeditado en 1967; cuarenta años más tarde, cuenta con uno de los tres hoteles casino de Detroit, el Motor City Casino.

Los negros y blancos en Detroit vieron los eventos de julio de 1967 de maneras muy diferentes. Parte del proceso de comprender el daño fue estudiar las actitudes y creencias de las personas en Detroit. El capítulo de Sidney Fine, "The Polarized Community", cita muchas de las encuestas académicas y de opinión pública financiadas y realizadas por Detroit Free Press a raíz de los disturbios. Aunque se pensó que el nacionalismo negro había recibido un impulso debido a la guerra civil, a medida que la membresía en la iglesia de Albert Cleage creció sustancialmente y el comité de Nueva Detroit buscó incluir líderes negros como Norvell Harrington y Frank Ditto, eran los blancos mucho más propensos a apoyar la separación.
El uno por ciento de los negros de Detroit favoreció la «separación total» entre las razas en 1968, mientras que el 17% de los blancos de Detroit también lo hicieron. Los afroamericanos apoyaron la «integración» en un 88%, mientras que solo el 24% de los blancos apoyó la integración. Sin embargo, los residentes del área de la calle 12 difieren significativamente de los negros en el resto de la ciudad. Por ejemplo, el 22% de los negros de la calle 12 pensaban que deberían «llevarse bien sin blancos por completo». Sin embargo, la encuesta del Detroit Free Press hacía los detroitinos negros en 1968 demostró que la calificación de aprobación más alta para la gente se le dio a los políticos convencionales como Charles Diggs (27%) y John Conyers (22%) en comparación con Albert Cleage (4%).
Una de las críticas al comité de Nueva Detroit, una organización fundada por Henry Ford II, J.L. Hudson y Max Fisher mientras las brasas aún se estaban enfriando, fue que dio credibilidad a las organizaciones negras radicales en un intento equivocado de escuchar las preocupaciones del «negro del centro de la ciudad» y «los alborotadores». Líderes negros moderados, como Arthur L. Johnson, fueron debilitados e intimidados por la nueva credibilidad que los disturbios dieron a los radicales negros, algunos de los cuales favorecieron «una república negra tallada en cinco estados sureños» y apoyaron el «irrumpir en las armerías para apoderarse de las armas.» El subdirector de operaciones de campo de la Comisión Kerner en Detroit informó que los organizadores más militantes en el área de la calle 12 no consideraban inmoral matar a los blancos.
Para agregar a la crítica del comité de Nueva Detroit tanto en las comunidades moderadas de blancos y negros, estaba la creencia de que el liderazgo industrial rico y blanco estaba dando voz y dinero a los grupos negros radicales como una especie de «seguro antidisturbios». El temor de que «la próxima revuelta» no se ubicara en los barrios negros de la ciudad, sino que incluyera los suburbios blancos, era común en la clase media negra y las comunidades blancas. Grupos blancos como "Breakthrough", iniciados por el empleado municipal Donald Lobsinger del Departamento de Parques y Recreación, querían armar a los blancos y mantenerlos en la ciudad porque si Detroit «se volvía negra» habría una «guerra de guerrillas en los suburbios.»
El concejal de Detroit Mel Ravitz dijo que los disturbios no solo dividieron las razas, ya que «profundizaron los temores de muchos blancos y aumentaron la militancia de muchos negros», sino que también abrieron grandes divisiones en las comunidades de blancos y negros. Los liberales moderados de cada raza se enfrentaron a nuevos grupos políticos que expresaron soluciones extremistas y alimentaron los temores sobre la violencia futura. Comparado con las historias rosadas de los periódicos antes de julio de 1967, The London Free Press reportó en 1968 que Detroit era una «ciudad enferma donde el miedo, los rumores, los prejuicios raciales y la compra de armas han estirado los nervios de blancos y negros hasta el borde de romperse.» Sin embargo, en última instancia, si los disturbios se interpretan como una rebelión o una forma de que los agravios negros se escuchen y se aborden, fueron parcialmente exitosos.
La comunidad afroamericana de Detroit recibió mucha más atención del gobierno federal y estatal después de 1967, y aunque el comité de Nueva Detroit finalmente se despojó de su membresía negra y se transformó en el grupo dominante del Renacimiento de Detroit, el dinero fluyó hacia empresas de propiedad negra después de los disturbios. Sin embargo, el político negro más importante en tomar el poder, parte importante en el cambio de una ciudad de mayoría blanca a una ciudad de mayoría negra, Coleman Young, el primer alcalde negro de Detroit, escribió en 1994:

La víctima más grave, sin embargo, fue la ciudad. Las pérdidas de Detroit fueron muchísimo más profundas que el saldo inmediato de vidas y edificios. Los disturbios pusieron a Detroit en la vía rápida hacia la desolación económica, asaltando la ciudad y escalando con un valor incalculable en empleos, impuestos a las ganancias, impuestos corporativos, dólares minoristas, impuestos a las ventas, hipotecas, intereses, impuestos prediales, dólares de desarrollo, dólares de inversión, dólares de turistas, y todo el maldito dinero. El dinero se fue en los bolsillos de las empresas y los blancos que huyeron tan rápido como pudieron. El éxodo blanco de Detroit había sido prodigiosamente estable antes de los disturbios, totalizando veintidós mil en 1966, pero luego fue frenético. En 1967, con menos de la mitad del año restante después de la explosión del verano, la migración de la población hacia el exterior alcanzó los sesenta y siete mil. En 1968, la cifra llegó a ochenta mil, seguida de cuarenta y seis mil en 1969.
Coleman Young

De acuerdo con el economista Thomas Sowell:

Antes del disturbio del gueto de 1967, la población negra de Detroit tenía la tasa más alta de propiedad de la vivienda de cualquier población urbana negra en el país, y su tasa de desempleo era solo del 3,4%. No fue la desesperación lo que alimentó los disturbios. Fueron los disturbios que marcaron el comienzo del declive de Detroit a su estado actual de desesperación. La población de Detroit hoy en día es solo la mitad de lo que era antes, y sus personas más productivas han sido las que huyeron.
Thomas Sowell

A nivel nacional, los disturbios confirmaron para los militares y la administración Johnson que la ocupación militar de las ciudades estadounidenses sería necesaria. En particular, los disturbios confirmaron el papel del Centro de Operaciones del Ejército como el agente para anticipar y combatir la guerra de guerrillas doméstica.

### Contratación de las minorías
Los gobiernos estatales y locales respondieron a los disturbios con un aumento dramático en la contratación de minorías. El 18 de agosto de 1967, en el Departamento de Policía del Estado juró el primer policía montado negro en los cincuenta años de historia de la organización. En mayo de 1968, el alcalde de Detroit, Cavanaugh, nombró una Fuerza de Tarea Especial sobre Reclutamiento y Contratación de la Policía. Treinta y cinco por ciento de la policía contratada por Detroit en 1968 eran negros, y en julio de 1972, los negros constituían el 14% de la policía de Detroit, más del doble de su porcentaje en 1967. El gobierno de Míchigan usó sus revisiones de los contratos emitidos por el estado para asegurar un aumento en el empleo no blanco. El empleo en grupos minoritarios por parte de las empresas contratadas aumentó en un 21,1%.
Después de la agitación, la Gran Junta de Comercio de Detroit lanzó una campaña para encontrar trabajo para diez mil personas «previamente desempleables», de las cuales un número preponderante era negro. Para el 12 de octubre de 1967, las firmas de Detroit habrían contratado aproximadamente a cinco mil afroamericanos desde el comienzo de la campaña de empleo. Según el profesor Sidney Fine, «esa cifra puede ser una subestimación.» En una encuesta de Detroit Free Press de residentes de las zonas donde sucedieron los disturbios, a fines del verano de 1968, el 39% de los encuestados pensaba que los empleadores se habían vuelto «más justos» desde los disturbios en comparación con el 14% que pensaban que se habían vuelto «menos justos».
Después de los disturbios, en uno de los mayores cambios, los fabricantes de automóviles y los minoristas redujeron los requisitos de trabajo de nivel de entrada. Un supervisor de empleo de Michigan Bell comentó en 1968 que "durante años las empresas intentaron excluir a la gente. Ahora estamos tratando de encontrar razones para protegerlos."

### Leyes de vivienda
Antes del desorden, Detroit no promulgó ordenanzas para terminar con la segregación de viviendas, y pocas se habían promulgado en el estado de Míchigan. Algunos políticos liberales habían trabajado por una vivienda justa a lo largo de los años, pero la resistencia conservadora blanca era organizada y poderosa. El movimiento reaccionario comenzó a marchitarse después de la insurrección. Sidney Fine señaló que:

Los disturbios de Detroit de 1967 y los disturbios raciales que se desencadenaron en otras partes del estado, incluidos Flint y Pontiac, aumentaron el número de ciudades de Míchigan con ordenanzas de vivienda equitativa a quince en noviembre de 1967, el mayor número en cualquier estado en ese momento, y hasta treinta y cinco en octubre de 1968, incluidos algunos de los suburbios de Detroit que anteriormente habían sido casi completamente de blancos.
Sidney Fine

El gobernador Romney respondió inmediatamente a la crisis con una sesión especial de la legislatura de Míchigan, donde envió amplias propuestas de vivienda que incluían no solo vivienda justa, sino «una importante reubicación, derechos de inquilinos y legislación para el cumplimiento del código.» Romney había apoyado tales propuestas antes en 1964 y 1965, pero los abandonó frente a una organizada oposición. A raíz de la insurrección, las propuestas volvieron a enfrentarse a la resistencia de los propietarios blancos organizados y del propio partido republicano del gobernador, que una vez más votó en contra de la legislación de la Cámara. Esta vez, sin embargo, Romney no cedió y una vez más propuso las leyes de vivienda en la sesión ordinaria de 1968 de la legislatura.
El gobernador advirtió públicamente que si no se aprobaban las medidas de vivienda, «aceleraría el reclutamiento de insurrectos revolucionarios.» Instó a la «legislación significativa de vivienda justa» como «el paso más importante que la legislatura puede tomar para evitar el desorden en nuestras ciudades.» Esta vez las leyes pasaron ambas cámaras de la legislatura. La revista académica Michigan Historical Review escribió que:

La Ley de Equidad de Vivienda de Míchigan, que entró en vigencia el 15 de noviembre de 1968, fue más fuerte que la ley federal de vivienda equitativa... y más que todas las leyes estatales de vivienda justa existentes. Probablemente sea más que una coincidencia que el estado que había experimentado el desorden racial más severo de la década de 1960 también adoptara uno de los actos de vivienda justa más fuertes del estado.

### Opinión pública
Una encuesta realizada por EPIC-MRA, una empresa de investigación de encuestas, en julio de 2016, se centró en la evolución de las relaciones negro-blanco desde los disturbios. Fueron encuestados 600 residentes de los condados de Macomb, Oakland y Wayne. La encuesta tuvo lugar del 14 al 19 de julio, en un período de tiempo señalado por el Detroit Free Press como «durante el furor nacional en curso por los disparos de la policía a civiles afroamericanos, y los ataques de represalia contra los oficiales en Dallas y Baton Rouge.»
Los entrevistados en la encuesta de Detroit fueron más optimistas sobre las relaciones raciales en comparación con los promedios nacionales. Una encuesta nacional del Washington Post/ABC News descubrió que solo el 32% de las personas encuestadas creía que las relaciones raciales eran buenas, a diferencia del 56% y el 47% de los detroitinos blancos y negros encuestados, respectivamente. Esto no sorprendió a Reynold Farley, profesor retirado de sociología de la Universidad de Míchigan y experto en demografía racial de Detroit: «Creo que es más fácil para las personas en el área de Detroit estar un poco familiarizadas con las relaciones raciales que las personas en un estado como Maine, donde prácticamente no hay población negra en absoluto y la información proviene de ver incidentes violentos en la televisión», explicó. En la siguiente pregunta, la afirmación de Farley fue validada ya que el fuerte contraste en la percepción nacional frente a la de los detroitinos de cómo sería el futuro era evidente. Solo el 10% de los encuestados por Washington Post/ABC News creía que las relaciones raciales estaban mejorando, mientras que, en Detroit, el 33% de los blancos y el 22% de los negros decían que habían mejorado en los últimos 10 años y el 50% de blancos y 41% de los negros creían que mejorarían en los próximos cinco.
Aunque estas respuestas fueron señales alentadoras de una disminución de la brecha racial en Detroit, y una mayor sintonía con las relaciones raciales en la ciudad en comparación con el resto de la nación, otras preguntas sobre la percepción de los disturbios de los disturbios y cómo se actualizaban las relaciones raciales en la vida cotidiana dejan claro que todavía hay mucho por hacer. Cuando se les preguntó qué palabra usarían para describir los disturbios de 1967: «disturbios», «rebelión» o «levantamientos», la respuesta blanca fue 61%, 12%, 12%, y la de los negros de 34%, 27%, 24%, respectivamente. La mayoría de los encuestados sí estuvo de acuerdo, sin embargo, en que, desde los disturbios, creían que se habían realizado progresos significativos con muy poco o ningún progreso. Desafortunadamente, muchos detroitinos negros todavía sienten que están enfrentando el tipo de discriminación que llevó a los disturbios en primer lugar. Los detroitinos negros encuestados informaron que en los últimos 12 meses el 28% sintieron que habían sido injustamente tratados en la contratación, el pago o la promoción, el doble de la tasa de sus homólogos blancos. El 73% también creía que los trataban con menos equidad que los blancos cuando intentaban encontrar un «buen trabajo».

### Stop the Robberies, Enjoy Safe Streets (STRESS)
Dos años después del final de los disturbios de 1967, el sheriff del condado Wayne Roman A. Gribbs ganó en una plataforma de campaña de ley y orden, una palabra clave entre muchos detroitinos blancos para controlar el malestar negro en la ciudad. Gribbs, un blanco moderado que apoyó la integración, fue visto por muchos detroitinos blancos como la última «esperanza blanca» en una ciudad con una creciente población negra. Después de derrotar al primer candidato negro del Ayuntamiento de Detroit, Richard Austin, en 1969, Gribbs creó Stop the Robberies, Enjoy Safe Streets (STRESS, en español, Detener los Robos, Disfrutar de las Calles Seguras), una unidad de policía secreta y de élite.
STRESS usó una táctica llamada «operación señuelo», en la que un oficial de policía intentó atrapar a potenciales delincuentes en una operación encubierta. Desde su inicio, STRESS prácticamente ignoró a los delincuentes blancos y, en cambio, centró sus operaciones en las comunidades negras. STRESS aumentó las confrontaciones entre la comunidad negra y la policía. Por ejemplo, durante su primer año de funcionamiento, el Departamento de Policía de Detroit tuvo «el mayor número de homicidios civiles por habitante de cualquier departamento de policía estadounidense.» La unidad fue acusada de realizar 500 redadas sin el uso de órdenes de allanamiento y de matar a 20 personas en 30 meses.
Los grupos comunitarios no tardaron en comenzar a responder a las actividades de STRESS. El 23 de septiembre de 1971, se formó el Comité del Estado de Emergencia para protestar por los homicidios, y miles de personas marcharon para exigir la abolición del STRESS.

### Fue una "rebelión"
Cuarenta años después, el evento siguió siendo una fuente de reflexión para la comunidad. Los periódicos de Detroit cubrieron el 40° aniversario del levantamiento en 2007. La cobertura a menudo etiquetó el evento en términos de un «disturbio»; sin embargo, el enfoque de la cobertura abrió la puerta a una transición de encuadre. Varios artículos se refirieron al evento como una «rebelión», y otros cuestionaron específicamente las implicaciones de pensar sobre el evento en términos que no sean disturbios.

## Lista de fallecidos
| Nombre                     | Raza   | Edad    | Fecha               | Descripción de la muerte |
| -------------------------- | ------ | ------- | ------------------- | --- |
| Jason Jones                | Negro  | 15 años | 23 de julio de 1967 | Estaba sentado debajo de un árbol cuando una pandilla de hombres blancos huía de la policía e intercambiaba fuego; recibió un disparo en el pecho.                                                              |
| Willie Hunter              | Negro  | 26 años | 23 de julio de 1967 | Fue encontrado en el sótano del Brown's Drug Store; se cree que murió cuando la tienda fue incendiada. |
| Prince Williams            | Negro  | 32 años | 23 de julio de 1967 | También se encontró asfixiado en el sótano del Brown's Drug Store. |
| Sheren George              | Blanco | 23 años | 24 de julio de 1967 | Recibió un disparo en el automóvil conducido por su esposo (Ross) mientras trataban de huir de un grupo de hombres negros que golpeaban a un hombre blanco.                                                     |
| Clifton Pryor              | Blanco | 23 años | 24 de julio de 1967 | Confundido con un francotirador mientras trataba de mantener las chispas de un incendio vecino fuera del techo de su edificio de departamentos; disparado por un Guardia Nacional.                              |
| Herman Ector               | Negro  | 30 años | 24 de julio de 1967 | Disparo de un guardia de seguridad mientras intentaba intervenir entre el guardia y un grupo de alborotadores.                                                                                                  |
| Fred Williams              | Negro  | 49 años | 24 de julio de 1967 | Electrocutado cuando pisó una línea eléctrica caída. |
| Daniel Jennings            | Negro  | 36 años | 24 de julio de 1967 | Se metió a saquear en la Stanley's Patent Medicine and Package Store; disparado por el propietario Stanley Meszezenski.                                                                                         |
| Robert Beal                | Negro  | 49 años | 24 de julio de 1967 | Disparo por un oficial de policía de Detroit en una tienda de autopartes quemadas. |
| Joseph Chandler            | Negro  | 34 años | 24 de julio de 1967 | Disparado por la policía de Detroit mientras estaba involucrado en saqueos en el Food Time Market. |
| Herman Canty               | Negro  | 46 años | 24 de julio de 1967 | Manejaba un camión con mercancías desde la puerta trasera del supermercado Bi-Lo. La policía disparó varias balas contra el camión hasta que se detuvo, y encontraron a Canty muerto dentro.                    |
| Alfred Peachlum            | Negro  | 35 años | 24 de julio de 1967 | Mientras el supermercado de A&P estaba siendo saqueado, Peachlum estaba dentro con un objeto brillante en la mano. La policía abrió fuego. El objeto resultó ser un trozo de carne envuelto en papel brillante. |
| Alphonso Smith             | Negro  | 35 años | 24 de julio de 1967 | La versión policial fue que Smith y otros cuatro hombres fueron arrinconados mientras saqueaban el Standard Food Market. Otras fuentes afirman que un oficial disparó por una ventana.                          |
| Nathaniel Edmonds          | Negro  | 23 años | 24 de julio de 1967 | Richard Shugar, un hombre blanco de 24 años, acusó a Edmonds de irrumpir en una tienda y le disparó en el pecho con una escopeta. Shugar fue declarado culpable de asesinato en segundo grado.                  |
| Charles Kemp               | Negro  | 35 años | 24 de julio de 1967 | Tomó cinco paquetes de puros y observó como vaciaban una caja registradora del mercado de Borgi. Corrió, los oficiales de policía lo persiguieron y le dispararon.                                              |
| Richard Sims               | Negro  | 35 años | 24 de julio de 1967 | Disparo después de que intentó entrar a robar el Hobby Bar. |
| John Leroy                 | Negro  | 30 años | 24 de julio de 1967 | Un pasajero en un vehículo sobre el cual la Guardia Nacional y la policía abrieron fuego. La policía declaró que el vehículo estaba tratando de atravesar una barricada.                                        |
| Julius Dorsey              | Negro  | 55 años | 25 de julio de 1967 | Trabajaba como guardia de seguridad; disparado por un Guardia Nacional que estaba persiguiendo presuntos saqueadores.                                                                                           |
| Carl Smith                 | Blanco | 30 años | 25 de julio de 1967 | Un bombero; disparado por un hombre negro mientras intentaba organizar unidades de bomberos para luchar contra varios incendios en Mack y St. Jean.                                                             |
| Emanuel Cosby              | Negro  | 26 años | 25 de julio de 1967 | Se metió a saquear el mercado de N&T; la policía llegó justo cuando él estaba escapando. Cosby corrió y recibió un disparo mientras huía con su botín.                                                          |
| Henry Denson               | Negro  | 27 años | 25 de julio de 1967 | Pasajero en un automóvil con otros dos hombres negros; encontraron una barricada erigida por guardias nacionales; los guardias dispararon contra un vehículo por tratar de romper la barricada.                 |
| Jerome Olshove             | Blanco | 27 años | 25 de julio de 1967 | El único policía asesinado en los disturbios. Olshove recibió un disparo en una pelea con saqueadores fuera de un supermercado de A&P.                                                                          |
| William Jones              | Negro  | 28 años | 25 de julio de 1967 | Robo una licorería, fue atrapado e intentó escapar. La policía le ordenó detenerse, pero él continuó corriendo y le dispararon.                                                                                 |
| Ronald Evans               | Negro  | 24 años | 25 de julio de 1967 | Recibió un disparo junto a William Jones en el saqueo de una licorería. |
| Frank Tanner               | Negro  | 19 años | 25 de julio de 1967 | Saqueo una tienda con sus amigos y recibió un disparo mientras trataba de escapar de un Guardia Nacional. |
| Arthur Johnson             | Negro  | 36 años | 25 de julio de 1967 | Recibió un disparo dentro de la tienda de empeño saqueada. |
| Perry Williams             | Negro  | 36 años | 25 de julio de 1967 | Recibió un disparo junto a Johnson dentro de la casa de empeño. |
| Jack Sydnor                | Negro  | 38 años | 25 de julio de 1967 | Realizó disparos desde la ventana de su apartamento en el tercer piso. Disparó al oficial de policía Roger Poike cuando la policía llegó para investigar. Fue asesinado por la policía.                         |
| Tanya Blanding             | Negro  | 4 años  | 26 de julio de 1967 | Murió como resultado de disparos desde un tanque de la Guardia Nacional estacionado frente a su casa. Los guardias declararon que estaban respondiendo al fuego de francotiradores desde el segundo piso.       |
| William N Dalton           | Negro  | 19 años | 26 de julio de 1967 | El informe de la policía indicó que él era un pirómano y que intentaba huir de la policía. |
| Helen Hall                 | Blanco | 51 años | 26 de julio de 1967 | Hall, nativa de Illinois, visitaba Detroit por negocios. Ella recibió un disparo de un francotirador mientras se alojaba en el Harlan House Motel.                                                              |
| Larry Post                 | Blanco | 26 años | 26 de julio de 1967 | Post fue cabo en la Guardia Nacional. Después de un intercambio de disparos entre la Guardia Nacional y un automóvil que contenía a tres hombres, se encontró a Post con una herida de bala en el estómago.     |
| Aubrey Pollard             | Negro  | 19 años | 26 de julio de 1967 | Asesinado por el oficial de policía de Detroit, Ronald August, después de que un grupo de policías y guardias nacionales irrumpieran en el Motel Algiers en busca de francotiradores.                           |
| Carl Cooper                | Negro  | 17 años | 26 de julio de 1967 | Asesinado por una persona desconocida en el Motel Algiers. |
| Fred Temple                | Negro  | 18 años | 26 de julio de 1967 | Asesinado por el oficial de policía de Detroit Robert Paille en el Motel Algiers. |
| George Tolbert             | Negro  | 20 años | 26 de julio de 1967 | Asesinado mientras corría más allá de un puesto de control de la Guardia Nacional en Dunedin y LaSalle Streets, cuando una bala disparada por un guardia lo mató.                                               |
| Albert Robinson            | Negro  | 38 años | 26 de julio de 1967 | El informe de la policía indica que los guardias fueron atacados por francotiradores y respondieron con fuego. Al final del intercambio, Robinson estaba muerto.                                                |
| Krikor "George" Messerlian | Blanco | 68 años | 27 de julio de 1967 | Un empresario armenio inmigrante de 68 años; golpeado hasta la muerte por Darryl McCurtis, un hombre negro de 20 años, después de que Messerlian enfrentara a los saqueadores negros.                           |
| Roy Banks                  | Negro  | 46 años | 27 de julio de 1967 | Banks era un sordomudo que iba caminando hacia una parada de autobús para ir a trabajar; fue asesinado por guardias que lo confundieron con un saqueador que se escapó.                                         |
| Ernest Roquemore           | Negro  | 19 años | 28 de julio de 1967 | Tiroteado por un paracaidista del ejército y declarado muerto al llegar al Hospital General de Detroit. El soldado había estado apuntando a otro joven que resultó ileso.                                       |
| John Ashby                 | Blanco | 26 años | 4 de agosto de 1967 | Un bombero de Detroit; electrocutado por un cable de alta tensión que se había caído mientras intentaba apagar el fuego provocado por los alborotadores.                                                        |

## En la cultura popular

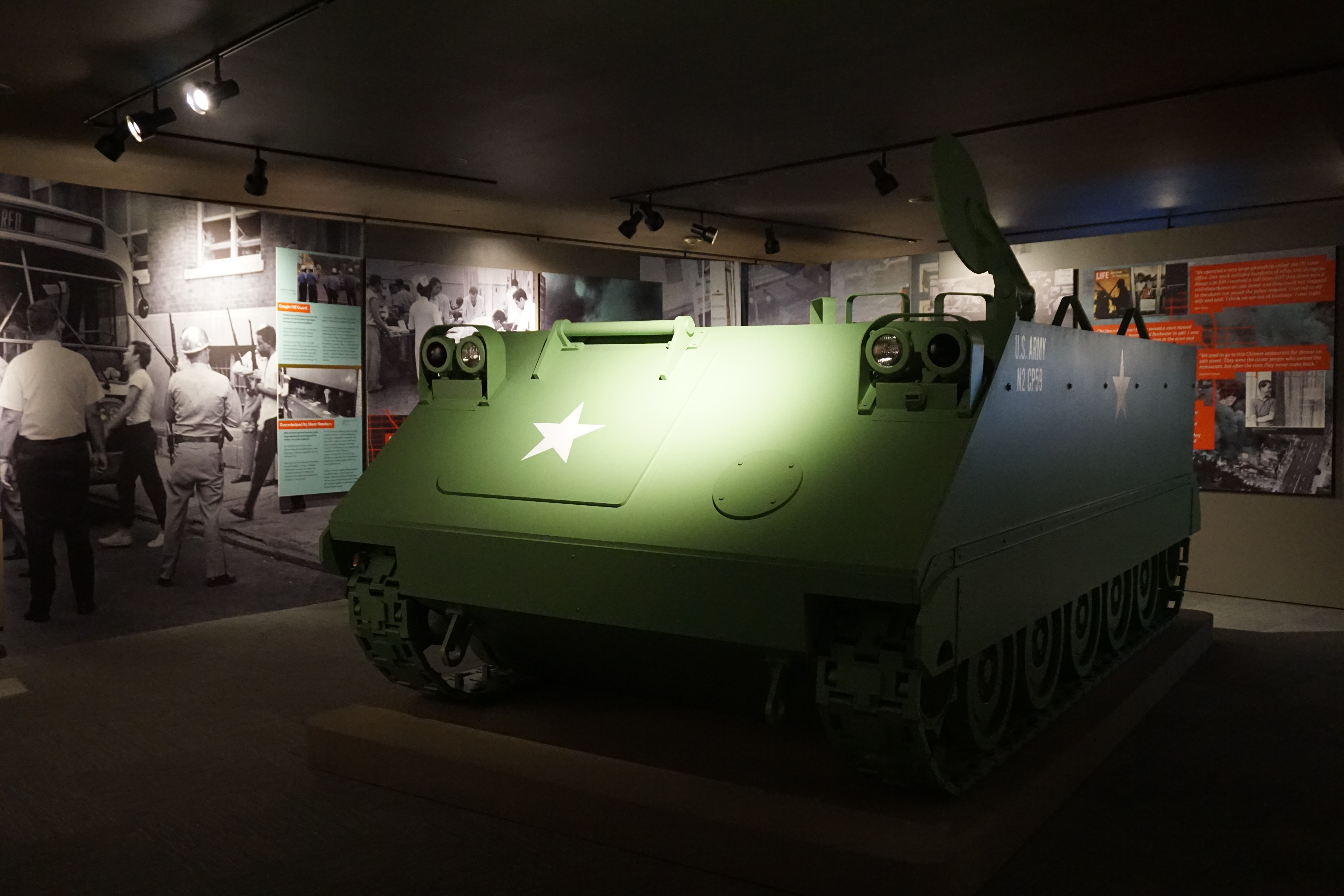
The Detroit '67: exhibición en el Museo Histórico de Detroit.

Varias canciones se refieren principalmente a los disturbios. La más destacada fue «Black Day in July», escrita y cantada por el cantante y compositor canadiense Gordon Lightfoot para su álbum de 1968 Did She Mention My Name? Otros incluyen la canción de 1967 «The Motor City Is Burning» de John Lee Hooker, que también fue grabada por MC5 en su álbum de 1969 Kick Out the Jams; «Panic in Detroit», del álbum de David Bowie de 1973 Aladdin Sane; el sencillo de The Temptations de 1970, «Ball of Confusion (That's What the World Is Today)»; «What's Happening Brother» de Marvin Gaye de su álbum de 1971 What's Going On y la canción principal del productor de Detroit y DJ Moodymann de 2008, EP Det.riot '67, con grabaciones de audio muestreadas de boletines informativos sobre los disturbios.
Un episodio de Star Trek: la serie original, Que ése sea su último campo de batalla, utilizó imágenes de edificios en llamas de los disturbios de Detroit en 1967 para dramatizar una guerra planetaria entre dos facciones de aspecto humanoide. Unos era de color negro en el lado izquierdo y blanco en el derecho, y los otros al contrario. Estas razas alienígenas estuvieron representadas por las estrellas invitadas Frank Gorshin y Lou Antonio.
La novela de Judy Blume de 1970, Iggie's House, que trata sobre cuestiones de odio racial que surge de una familia afroamericana que se muda a un vecindario predominantemente blanco, también hizo referencia a los disturbios. La protagonista del libro, Winnie, comienza a hablar involuntariamente mal con sus nuevos vecinos, los Garbers (que acaban de mudarse de Detroit), al preguntarle a los tres hijos de la familia si participaron en alguno de los saqueos.
Los disturbios también fueron representados en las películas Dreamgirls y Across the Universe.
El episodio del 7 de diciembre de 2010 de la serie Detroit 1-8-7 en ABC transmitió tomas de archivo y fotos de Detroit durante los disturbios de 1967. La historia principal del episodio describió un descubrimiento de 2010 de un cuerpo masculino negro y un cuerpo femenino blanco en un refugio antiaéreo construido bajo un edificio quemado durante los disturbios. En realidad, había dos personas, mencionadas anteriormente, que perdieron la vida en el sótano de un edificio que fue incendiado.
Middlesex, una novela de Jeffrey Eugenides, tiene una narración detallada de los disturbios, y hace algunos comentarios sociales sobre los mismos. La novela de Joyce Carol Oates, them, ganadora del Premio Nacional del Libro de 1969, concluye con los disturbios de Detroit. El libro de John Hersey, The Algiers Motel Incident, es un relato delictivo basado en los hechos de un incidente que ocurrió durante los disturbios.
En agosto de 2017 se estrenó en Estados Unidos la película Detroit, dirigida por Kathryn Bigelow, y basada en el libro de John Hersey, que recrea lo sucedido en la masacre del motel Algiers durante los cinco días de disturbios.

## Arte influenciado por los disturbios

### Bellas artes
Muchas obras de arte fueron creadas en respuesta a los eventos de 1967. Muchos de ellos han sido incluidos en la exhibición "Art of Rebellion: Black art of the civil rights movement" (2017), organizada por Valerie J. Mercer. Black Attack (1967) es una obra que fue pintada por el artista abstracto de Detroit Allie McGhee inmediatamente después del evento. El trabajo incluye «amplios trazos de color que parecen espontáneos, dando forma a los recuerdos del artista sobre la fuerza y la determinación de los negros que enfrentaban una intensa oposición al cambio.»
En 2017, la artista con sede en Detroit Rita Dickerson creó 1967: Death in the Algiers Motel and Beyond. En la obra Dickerson «representa el motel Algiers y los retratos de tres jóvenes negros asesinados allí por la policía. Debajo de los retratos aparecen los nombres de los hombres y mujeres que han muerto en los últimos años en encuentros con la policía, subrayando el hecho de que la brutalidad policial continúa le cuesta la vida a la gente negra.»

### Arte literario
El poeta y dramaturgo, Bill Harris, escribió sobre la condición de la Comunidad Negra de Detroit, conocida como DBC, después de julio de 1967, en Detroit a young guide to the city. El libro fue editado por Sheldon Annis y publicado por Speedball Publications en 1970.

### Artes escénicas
Dos obras teatrales con base en testimonios de primera mano se llevaron a cabo en 2017. "Detroit '67" presentó los recuerdos de cinco personas que estuvieron en los disturbios, ofrecido en el Museo de Historia Afroamericana Charles H. Wright por la Secret Society of Twisted Storytellers. "AFTER/LIFE", presentado en el Joseph Walker Williams Recreation Center, recreó los eventos desde la perspectiva de las mujeres y las niñas.

## Otras lecturas
- Colling, Herb (2003). Turning Point: the Detroit Riots of 1967: a Canadian perspective (en inglés). Toronto, Ontario: Natural Heritage Books. ISBN 1-896219-81-0.
- Fine, Sidney (2007). Violence in the Model City: The Cavanagh Administration, Race Relations, and the Detroit Riot Of 1967 (en inglés) (reimpresión de 1989 edición). Michigan State University Press. ISBN 9780870138157.
- Stahl, Kenneth (2009). The Great Rebellion: A Socioeconomic Analysis of the 1967 Detroit Riot (en inglés). ISBN 9780979915703.
- Stone, Joel (2017). Detroit 1967: Origins, Impacts, Legacies (en inglés). Wayne State University Press. ISBN 9780814343036.